# دان کراوس
دان کراوس (انگلیسی: Dan Krauss؛ زادهٔ ۱۹۷۲ (۵۲–۵۳ سال)) فیلم‌بردار اهل ایالات متحده آمریکا است.